# Ghevar
Il Ghevar (Devanagari:घेवर) è un dolce tipico della cucina indiana del Rajasthan. 
È un dolce preparato per alcune festività ed è tradizionalmente associato al mese di Shravan (il quinto mese del calendario hindu) e alle feste di Teej e Raksha Bandhan.
è un dolce a forma di disco o di esagono, ed è fatto da una pastella di burro chiarificato (ghi) e farina fritta, guarnita con frutta secca e sciroppo di zucchero.
Oltre al Rajasthan, è anche famoso negli stati adiacenti di Haryana, Delhi, Gujarat, Uttar Pradesh occidentale e Madhya Pradesh.

## Preparazione
Il ghevar è preparato con maida (farina di frumento raffinata) e imbevuto di sciroppo di zucchero. Farina, burro chiarificato, latte e acqua vengono mescolati per fare una pastella. La pastella viene quindi fritta nel burro chiarificato. I condimenti comuni includono spezie e noci. 
Spesso viene preparato in una padella fatta a nido d'ape così che il dolce finale assume la forma di un esagono.